# Santiago González Encinas
Santiago González Encinas (Lomeña, 1836-Madrid, 1887) fue un médico cirujano, catedrático y político español, diputado durante el Sexenio Democrático y senador en la Restauración.

## Biografía

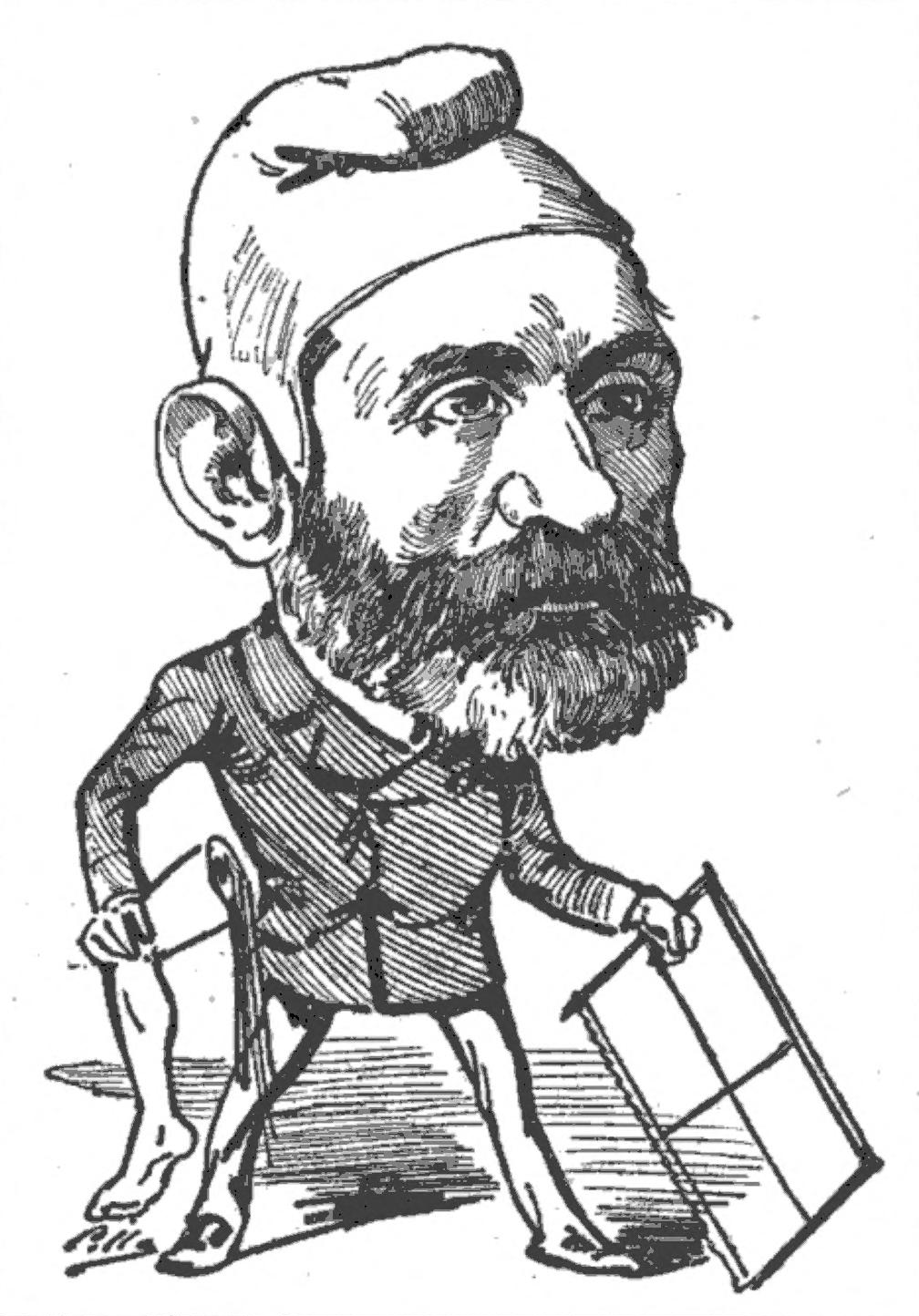
Caricaturizado por Cilla en El Dr. Sangredo

Nació el 31 de diciembre de 1836 en la localidad lebaniega de Lomeña. Estudió en el Seminario de León, la Universidad de Valladolid y en Madrid, donde se doctoró. Fue catedrático de Patología quirúrgica y Clínica quirúrgica en la Universidad Central y pionero en diversas operaciones quirúrgicas de extirpación. Colaborador de publicaciones como la Revista de Sanidad Militar, fue autor de opúsculos como Memoria sobre la fisiología patológica, asiento y naturaleza del cólera, con su medicación racional (1866).
En el plano político obtuvo escaño de diputado en las elecciones constituyentes de 1869 por el distrito de Santander, y en las de abril de 1872 por el distrito de Cabuérniga. También fue senador por la Sociedad Económica de Amigos del País de León en tres legislaturas entre 1881 y 1884, así como senador por la provincia de Santander en 1886. Falleció el 4 de enero de 1887 en Madrid.